# Paris (1926)
Paris, in Nederland uitgebracht onder de titels Is dát Parijs?, Zo dat is Parijs en De Schaduwzijden van Parijs, is een film uit 1926 onder regie van Edmund Goulding.
De film was een vehikel voor Charles Ray. De film deed echter niets goed voor zijn carrière, terwijl het voor wonderen zorgde voor Joan Crawfords carrière.

## Verhaal
Jerry is een rijke Amerikaanse toerist die in Parijs verliefd wordt op een Franse danseres. Haar jaloerse vriendje kan dit niet aan en steekt hem neer met een mes. Omdat het meisje bang is dat haar vriendje misschien de gevangenis in moet, besluit ze de Amerikaan te verzorgen.

## Rolverdeling
| Acteur           | Personage             |
| ---------------- | --------------------- |
| Charles Ray      | Jerry                 |
| Joan Crawford    | Het meisje            |
| Douglas Gilmore  | Het jaloerse vriendje |
| Michael Visaroff | Rocco                 |
| Rose Dione       | Marcelle              |
| Jean Galeron     | Pianist               |